# Flärkarna
Flärkarna este o arie protejată (arie specială de conservare — SAC, sit de importanță comunitară — SCI) din Suedia întinsă pe o suprafață de 31,2 ha, integral pe uscat.

## Localizare
Centrul sitului Flärkarna este situat la coordonatele 63°04′00″N 16°10′29″E / 63.0667°N 16.1746°E.

## Înființare
Situl Flärkarna a fost declarat sit de importanță comunitară în decembrie 1998 pentru a proteja 3 specii de plante. Situl a fost protejat și ca arie specială de conservare în martie 2011.

## Biodiversitate
Situată în ecoregiunea boreală, aria protejată conține 5 habitate naturale: Taiga vestică, Mlaștini alcaline, Izvoare fino-scandinave și mlaștini produse de izvoare bogate în minerale, Mlaștini împădurite, Cursuri de apă de la nivel de câmpie la nivel montan, cu vegetație Ranunculion fluitantis și Callitricho-Batrachion.
La baza desemnării sitului se află mai multe specii protejate de  plante (3): papucul doamnei (Cypripedium calceolus), Hamatocaulis vernicosus, ochii-șoricelului (Saxifraga hirculus).